# Болеслав Тахауер
Болеслав Тахауер (на унгарски: Boleslaw Tachauer) е унгарски журналист и дипломат (аташе по печата), живял и работил в София от 1920 до 1946 г. Владее перфектно няколко езика, вкл. и български, и разпраща кореспонденции до унгарски, френски, английски, американски, полски и други печатни медии. Сътрудник е и на българския официоз „Бюлгари“. Засяга главно две теми: справедливо решаване на Македонския въпрос и красотите на българската природа. Псевдонимът му във ВМРО е Лонг.

## Ранни години и кариера
Болеслав Тахауер е роден във Варшава от майка полякиня и баща унгарец. Едва 9-годишен, той пристига в района на Чепеларе, където баща му има концесия за използване на горите през 1896 г. Вече се създават македоно-одринските революционни структури, имащи за цел присъединяването и на този район към осакатената от Берлинския конгрес България. По този повод е говорено в присъствието на впечатлителния юноша. Тогава обаче той не е имал и най-малката представа, че в зряла възраст му предстои да се обвърже тясно и трайно с каузата на борците за свобода и справедливост.
Тахауер учи дълги години във Франция. През Първата световна война е офицер в унгарската армия. Преживява тежко нахлуването и окупацията на румънските войски в Будапеща, както и откъсването на големи унгарски територии (Трансилвания и др.) След войната се установява в София и бързо намира своето призвание: активен обществен живот, захранване с журналистическа информация на многобройни вестници и списания в чужбина (някои от тях са: Унгарската телеграфна агенция, Central News Ltd of London, Chicago Tribune, United Press, Le Messager Polonais, Milliyet), както и на българския La Bulgarie. Секретар е на Автомобилния клуб в България и пътува много из страната. Член е на „Жокейклуб" и на „Юнион клуб". Посещава редовно театър, конференции, изложби, светски приеми, чайове, обеди, балове, вечеринки. През почивните дни обикаля из планините или прави дълги разходки с кола.
Тахауер е избран за секретар на основаното на 2 април 1923 г. в София Дружество на чуждестранните кореспонденти и публицисти в България, чийто председател е Валтер Колинс, заместник-председател – Жорж Нурижан, а членове са Георги Актарджиев и Феликс де Жерандо. Пише и в печатния орган на дружеството в-к „Светоглас“.
През 1933 г. се създава Ротари клуб в България и на 1 септември под редакцията на Болеслав Тахауер излиза първият брой на месечния бюлетин на клуба. През 2011 г. галерия „Арт Маркони“ във Варна организира от 23 март до 22 април Изложба карикатура и шарж „Усмивката на Ротари“, където сред многобройните дружески шаржове на ротарианци, нарисувани от именития карикатурист Александър Добринов, фигурира и ликът на Болеслав Тахауер.

## За македонската кауза
Тахауер активно изисква от „Почитаемото Представителство в чужбина на Вътрешната Македонска Революционна Организация в София“ биографии на Иван Михайлов и Менча Кърничева, както и други описания на македонското движение, които да публикува в „Daily Express – Sunday Express", защото искал да поддържа интереса на тоя английски вестник, проявяван към македонския въпрос. По този и други поводи Македонският национален комитет е в постоянна връзка с Тахауер.
Той прегръща безрезервно македонската кауза, работи трескаво и с удивителна работоспособност, обхванат от силното желание да помогне. В писмо до д-р К. Станишев той пише: „В тази, голямата борба за възкресяване на Македония, трябва всеки да дава своето. И най-малкото камъче допринася за изграждането на паметника на свободата на македонската земя. Аз съм щастлив, че мога да бъда един от тези скромни строители..." Неговата брошура от 28 страници „Македонският въпрос в настоящата му фаза“, публикувана в сп. „Revue de Hongrie, Société littéraire française de Budapest“, е препечатана и в България в 1928 г. на френски език, както и на немски език.
Тахауер пише поредица от писма до комитета за подготовка на Конгреса на националните групи. Той активно пледира за приемането на македонските емигранти в България за участие в конгреса. По същото време установява контакт с пребиваващата в София международна военна междусъюзническа комисия. Той се сприятелява с нейните членове и организира екскурзии из страната и сред красотите на България убеждава комисията в миролюбивите намерения на българите. Тахауер изпраща дописки и до излизащия в Женева вестник „La Macedoine" – орган на ВМРО в чужбина.
По случай навършването на 6 години от смъртта на македонската героиня Мара Бунева Болеслав Тахауер пише следното във вестник „Македония“:
„...В лицето на Мара Бунева виждаме един борец за свободата на своя народ. Тя жертва своя живот и дори нейните противници би трябвало да се преклонят пред този възвишен подвиг, както много пъти турските офицери поздравляваха със сабите си революционерите, паднали от куршумите на техните войници.“
Изследователят Щефан Трьобст в своята (долупосочена) книга „Македонското столетие“ пише за прес-аташето на унгарската мисия в София Б. Тахауер, че неговите симпатии към ВМРО и неговите връзки с Иван Михайлов в годините преди 1934 г. са били публична тайна в дипломатическите среди в София. Почти всеки новоназначен дипломат се е информирал от него относно така необходимата да се познава същност на македонското влияние в България.

## Завинаги свързан с България
Освен дописки и есета на политически теми Тахауер публикува и пътеписи (главно в „La Bulgarie"), в които разказва за пътуванията си из България, като набляга на впечатленията си от „хубавата Македония, която е станала и моя страна“.
Когато Втората световна война е към края си и последствията за България и Унгария вече се очертават, Болеслав Тахауер пише: „Вече избрах място за моя гроб. В Рила. Великолепно място... Ще поверя погребението си на Македонския комитет. Костите ми ще изгният в планините – там, където гръдта ми е вдишвала съживителен полъх, като забравях за злочестините на битието!" Съдбата обаче го изпраща в неизвестността.
Последните сведения, които намираме в Интернет за Болеслав Тахауер, са в Google Books, La Revue des deux mondes¸ La Revue 1961, Seite 180: „Г-н Болеслав Тахауер съобщава на френски език как, прогонен от София през юни 1946 г., след изтощително ходене из горите на Средна гора при настъпващата нощ е бил приютен от един отшелник: отец Ефрем...“.
Унгарският българист проф. д-р Петер Юхас, носител на орден „Стара планина", споменава сънародника си по следния начин: „Болеслав Тахауер пише за македонските мъченици и навремето писанията му имат много силен отзвук в родната ми Унгария“.
В своите спомени Иван Михайлов пише: „Цели десетилетия Тахауер остана неизменен приятел на нашата кауза, готов да услужи с всичко, което бе по силите му. Нашето движение е имало множество приятели; но от категорията на Болеслав Тахауер се броят на пръсти".